# Yololtepec
Yololtepec är en ort i Mexiko.   Den ligger i kommunen Tezonapa och delstaten Veracruz, i den sydöstra delen av landet, 260 km öster om huvudstaden Mexico City. Yololtepec ligger 592 meter över havet och antalet invånare är 153.
Terrängen runt Yololtepec är kuperad åt nordost, men åt sydväst är den bergig. Runt Yololtepec är det ganska tätbefolkat, med 100 invånare per kvadratkilometer. Närmaste större samhälle är Cosolapa, 16,6 km öster om Yololtepec. I omgivningarna runt Yololtepec växer i huvudsak städsegrön lövskog.